# Copa Rosa Chevallier Boutell
La Copa Rosa Chevallier Boutell fue un certamen amistoso de fútbol disputado por las selecciones nacionales de Argentina y Paraguay, entre 1923 y 1971.

## Historia

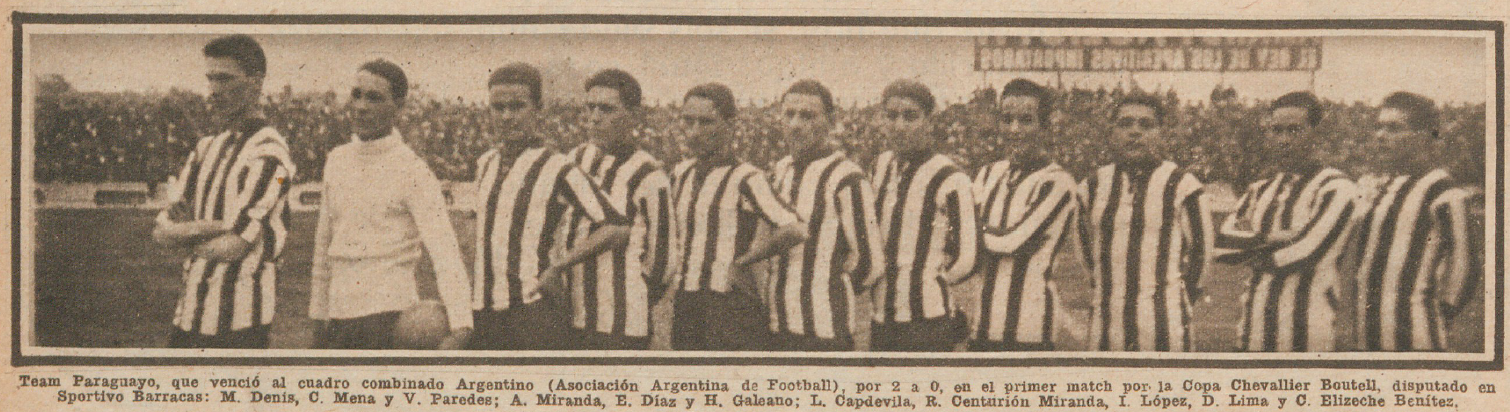
Selección paraguaya que venció 2 a 0 a Argentina por la Copa Chevallier Boutell de 1923.

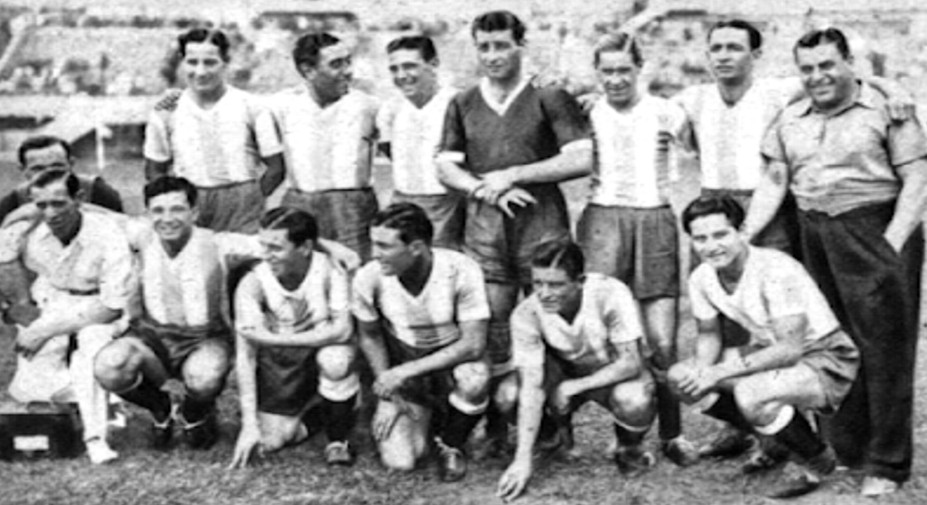
Selección Argentina de Fútbol en 1940 con Carlos Calocero como DT.

La copa denominada Rosa Chevallier Boutell, labrada en plata, fue instituida por el ingeniero y dirigente deportivo inglés Francis Chevallier Boutell en homenaje a su esposa uruguaya, de origen español, para ser disputada anualmente en partidos y desquites, entre los seleccionados argentinos y paraguayos  de fútbol. Se disputaba alternativamente en Buenos Aires y Asunción, como vínculo de confraternidad deportiva de los dos pueblos. Con el tiempo, esa periodicidad experimentó interrupciones por causas distintas.
El trofeo se puso en juego en 15 (quince) ocasiones, ganándolo Argentina en 12 (doce) y Paraguay 2 (dos). En la edición de 1925 hubo empate en ambos partidos por lo que compartieron el título.

## Resumen estadístico
| Selección | PJ | G  | E | P  | GF | GC | DIF |
| --------- | -- | -- | - | -- | -- | -- | --- |
| Argentina | 30 | 17 | 6 | 7  | 68 | 41 | 27  |
| Paraguay  | 30 | 7  | 6 | 17 | 41 | 68 | -27 |

 PJ=Partidos jugados; G=Partidos ganados; E=Partidos empatados; P=Partidos perdidos; GF=Goles a favor; GC=Goles en contra; DIF=Diferencia de gol